# Isodrapetis excava
Isodrapetis excava är en tvåvingeart som beskrevs av Adrian R.Plant 1999. Isodrapetis excava ingår i släktet Isodrapetis och familjen puckeldansflugor. Inga underarter finns listade i Catalogue of Life.